# Theodor Benfey

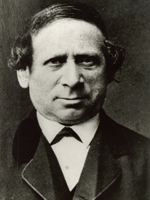
Theodor Benfey.

Theodor Benfey, född 28 januari 1809 i Nörten vid Göttingen, död 26 juni 1881 i Göttingen, var en tysk orientalist och komparativ lingvist.
Benfey studerade först klassisk filologi, men ägnade sig sedermera uteslutande åt studiet av sanskrit och jämförande språkforskning och blev 1862 ordinarie professor vid Göttingens universitet. Sitt rykte som framstående språkforskare förvärvade han genom sina undersökningar Ueber die Monatsnamen einiger alten Völker (1836). Längre fram utgav han Griechisches Wurzellexikon (1839–42), Ueber das Verhältnis der ägyptischen Sprache zum semitischen Sprachstamm (1844), Die Hymnen des Santa Veda (1848; med översättning och ordbok), Vollständige Grammatik der Sanskrit-Sprache (1852), jämte en "Sanskrit-Chrestomathie" (1853–54), Orient und Occident (1863–65), Sanskrit-English Dictionary (1866) och Geschichte der Sprachwissenschaft und orientalischen Philologie in Deutschland seit Anfang des 19:n Jahrhunderts (1869). I anmärkningarna till sin översättning av "Pantsjatantra" (1859) började han undersökningar om de österländska sagornas utbredning i västerlandet, genom vilka han ådagalade, att en stor del av Tysklands folksagor först under medeltiden överflyttades från Indien till Europa. För övrigt författade han en mängd smärre arbeten, i synnerhet i "Göttingische gelehrte Anzeigen".